# Требич
Требѝч е северен квартал в град София. Граничи с Илиянци на юг и изток, с Мировяне на запад и с Нови Искър на север. Разстоянието до центъра на София е 8 km. До 1971 година, когато е присъединен към града, Требич е самостоятелно село.
Река Блато минава покрай квартала, и го разделя от Софийския околовръстен път. Река Какач минава от другата страна.
Намира се на географска ширина: 42.773N и географска дължина 23.316E. Пощенският код е 1298.    

## История
През 1870 г. в квартал (тогава село) Требич, Васил Левски основава таен революционен комитет.
Требич беше едно селище на североизток от където се разположиха днес. В това селище имало голямо изтребване, някои умряха, а други оцеляха и избягаха. Тези оцелелите като бягаха погледнаха около тях, и така Пóгледец беше създадена (Днешна Требич на север), а Требич се казва от изтребването в това селище и Требич беше на юг от Погледец, и днес Требич е съединена с Погледец. 

## Транспорт
През Требич минават 3 автобусни линии:
- автобуси – № 26, 27, 29

## Спорт
Кварталът има футболен отбор – Вихър, който играе в ОФГ – София (столица).
Радослав Здравков е израстнал в Требич. Баща му Методи е бил футболист на Вихър Требич.

## Улици и произход на имената им
| Път                      | Наречен на                                              | Местоположение |
| ------------------------ | ------------------------------------------------------- | -------------- |
| „Вишко Манчов“           | ?                                                       | Карта          |
| „Владимир Конев“         | Партизанин от Требич                                    | Карта          |
| „Генерал Пьотър Черевин“ | Пьотър Черевин (1837 – 1896), руски генерал             | Карта          |
| „Грудово“                | Средец, град в Бургаско                                 | Карта          |
| „Доло“                   | Местен обект                                            | Карта          |
| „Донко Терзийски“        | ?                                                       | Карта          |
| „Кедър“                  | Кедър (Cedrus), род растения                            | Карта          |
| „Латин Колев“            | Човек където се биел в Световната Война за Требич       | Карта          |
| „Леденика“               | Леденика, пещера във Врачанско                          | Карта          |
| „Леска“                  | Леска (Corylus), род растения                           | Карта          |
| „Лозан Стоев“            | ?                                                       | Карта          |
| „Любимец“                | Любимец, град в Свиленградско                           | Карта          |
| „Михаил Маринов“         | Мишо от Светът на инструментите                         | Карта          |
| „Мрахорица“              | ?                                                       | Карта          |
| „Охридско езеро“         | Охридско езеро, езеро в Северна Македония и Албания     | Карта          |
| „Павел Венков“           | Партизанин от Требич                                    | Карта          |
| „Погледец“               | Старото име на Требич                                   | Карта          |
| „Поп Спас - Пато“        | Поп в църквата на Требич                                | Карта          |
| „Равнец“                 | Равнец (Achillea), род растения                         | Карта          |
| „Спортист“               | Спортист, занятие                                       | Карта          |
| „Станислав Ангелов“      | Човек където се биел за Требич в Втората световна война | Карта          |
| „Тоше Маринков“          | ?                                                       | Карта          |
| „Филип Миланов“          | ?                                                       | Карта          |
| „Янко Бакалов“           | Партизанин от Требич                                    | Карта          |
| „Янко Забунов“           | Янко Забунов (1868 – 1909), политик                     | Карта          |